# HD 235349
HD 235349 è un sistema stellare binario che varia di luminosità in quanto essendo il piano orbitale delle due componenti allineato casualmente col sistema solare, costituisce anche una binaria a eclisse. La stella principale, presentando una quantità anomalmente elevata di fosforo e di altri elementi chimici è classificata come stella peculiare: questa caratteristica è molto rara; altre stelle dello stesso tipo sono 3 Cen, HR 4817 e HD318101.